# 鄭經緯
鄭經緯（英語：Lee Mark Chang）是一名貝里斯统一民主党籍政治人物、餐饮界商人，曾任貝里斯國會參議院議長，是首位擔任此職的華人，也是貝里斯自1981年獨立建國以來擔任政府職銜最高的華人。

## 早年經歷
鄭經緯生於伯利兹城，父母為華人移民。早年在其父Armando于1974年开设的Chon Saan Palace餐厅工作。在他的管理下，Chon Saan Palace 从一家小型家庭餐廳发展成为拥有三家分店和50名员工的连锁店，成为貝里斯規模最大的餐馆之一。 他还擔任伯利兹华人协会主席。

## 政治生涯
鄭經緯于2009年8月首次宣布有意參選政治。 2010年8月，他被伯利兹总理迪安·奥利弗·巴罗任命为参议员，并担任代理參議院議長。來自伯利茲兩大黨的主要政治人物對他的任命表示祝賀，形容這是「伯利兹文化多样性的缩影」和伯利兹华人社群的「重要里程碑」。
鄭經緯於2012年參加伯利茲大選，作为統一民主党弗里敦选区（Freetown）的候选人參選眾議院。他在競選過程中遭到了不明人士的誣陷，以偽造信件聲稱他以土地交易換取華人協會的競選捐款。 亦有人民統一黨的政治人物通過媒體針對鄭經緯發表種族主義言論。他最終以1,408票對1,558輸給了人民統一黨候選人。 同年4月，鄭以人民統一黨候選人弗朗西斯·冯塞卡（ Francis Fonseca）涉嫌賄選提出选举呈請。伯利茲首席法官肯尼斯·本杰明批准了他的呈請许可，成為伯利兹历史上第一份以贿赂为由批准的选举呈請書。
2015年11月，統一民主党赢得第三任期，鄭經緯被選舉為参议院议长。
2019年，鄭經緯率團訪問台灣，晉見時任中華民國總統蔡英文。隨後在台灣立法院出席「台灣與貝里斯國會友好協會」成立大會。他表示貝里斯將持續與台灣站在一起，在國際場合為台灣發聲。
2025年臨近大選，統一民主党卻內鬨。鄭氏出戰米索不達米亞選區，擊敗其黨魁Shyne Barrow及人民統一黨對手，成為貝里斯首位華裔眾議員。